# Шоба, Сергей Алексеевич
Серге́й Алексе́евич Шо́ба (род. 21 апреля 1945) — советский и российский учёный-почвовед, декан факультета почвоведения МГУ, профессор, член-корреспондент РАН.

## Биография
Родился в деревне Борисковичи (Гомельская область), БССР.
Окончил биолого-почвенный факультет МГУ (1968).
- 1973 — Кандидатская диссертация по теме «Микроморфология и минералогия таёжных почв Томского Приобья».
- 1988 — Докторская диссертация по теме «Морфогенез почв лесной зоны».

Декан факультета почвоведения МГУ. Заведующий кафедрой географии почв.
Заслуженный профессор МГУ (2013).
Читает на факультете курсы лекций:
- Морфогенез почв
- Землепользование с основами землеустройства

## Участие в общественных организациях
- 2000 — Член-корреспондент РАН
- 2001 — Действительный член РАЕН
- Президент Докучаевского общества почвоведов.